# 加尔帕克托别
加尔帕克托别，又译江尔帕克-提别，是哈萨克斯坦江布尔州江布尔区下辖的一个村。村名来自哈萨克语，意为“扁平的岗子”。因大部分村民为东干人，因此又被称为“东干诺夫卡”（俄语：Дунгановка）。